# Lorenzo Bernucci
Lorenzo Bernucci (né le 15 septembre 1979 à Sarzana, dans la province de La Spezia, en Ligurie) est un coureur cycliste italien. Il est connu pour ses qualités de puncheur. Il est également à l'aise sur les courses pavés. Vainqueur d'une étape du Tour de France 2005, il a été mêlé à plusieurs affaires de dopage.

## Biographie
En 2000, Lorenzo Bernucci participe aux championnats du monde, à Plouay en France. Il y est médaillé de bronze du contre-la-montre des moins de 23 ans, derrière Evgueni Petrov et Yaroslav Popovych. Il est à nouveau présent aux championnats du monde de 2001 à Lisbonne au Portugal. Il y prend la 18e place de la course en ligne de cette catégorie. Il termine l'année à la deuxième place du classement UCI des moins de 23 ans. 
Lorenzo Bernucci commence sa carrière professionnelle avec l'équipe belge Landbouwkrediet-Colnago en 2002 avant de rejoindre Fassa Bortolo en 2005 puis T-Mobile en 2006. Pour son unique participation, il remporte, en profitant d'une chute collective, une étape du Tour de France 2005. Il a été licencié le 4 septembre 2007, durant le Tour d'Espagne auquel il participait, après l'annonce d'un contrôlé positif lors de la sixième étape du Tour d'Allemagne.
Le 4 avril 2010, la police italienne procède à une perquisition à son domicile, ils y trouvent de la sibutramine.
Le 7 février 2011, le tribunal national antidopage italien prononce à son encontre une suspension de 5 ans.

## Palmarès

### Palmarès amateur
- 1999
  - Gran Premio Sportivi Poggio alla Cavalla
  - Giro del Mugello
  - 2e du Giro del Casentino
  - 2e de Florence-Viareggio
  - 3e du Grand Prix de Poggiana
- 2000
  - Menton-Savone
  - Grand Prix de la ville d'Empoli
  - Gran Premio della Liberazione
  - Triptyque ardennais :
    - Classement général
    - 2e étape

  - Coppa Lanciotto Ballerini
  - Trofeo Pietra d'Oro
  - Coppa Città di San Daniele
  - 2e du Trofeo Banca Popolare di Vicenza
  - 2e de la Coppa Giulio Burci
  -  Médaillé de bronze au championnat d'Europe sur route espoirs
  -  Médaillé de bronze au championnat du monde sur route espoirs
- 2001
  - Gran Premio Open Campania
  - Trophée Attilio Strazzi
  - Giro del Valdarno
  - Giro del Casentino
  - 2e du Grand Prix de Poggiana
  - 2e de Florence-Empoli
  - 3e du Piccola Sanremo
  - 3e du Trofeo Banca Popolare di Vicenza
  - 3e de Paris-Roubaix espoirs

### Palmarès professionnel
- 2002
  - 3e de l'Étoile de Bessèges
- 2004
  - 2e du Trofeo Laigueglia
- 2005
  - 6e étape du Tour de France
  - 2e des Trois vallées varésines
  - 3e du Grand Prix Fred Mengoni
  - 3e du Championnat de Zurich
- 2006
  - 2e du Tour de Saxe
- 2009
  - 1re étape de la Semaine cycliste lombarde (contre-la-montre par équipes)

## Résultats sur les grands tours

### Tour de France
1 participation
- 2005 : 62e, vainqueur de la 6e étape

### Tour d'Italie
3 participations
- 2002 : 76e
- 2003 : 72e
- 2007 : 64e

### Tour d'Espagne
3 participations
- 2005 : 85e
- 2006 : abandon (13e étape)
- 2007 : exclu après la 4e étape

## Classements mondiaux
| Année              | 2005 | 2006 | 2007 | 2008 | 2009 |
| ------------------ | ---- | ---- | ---- | ---- | ---- |
| Classement ProTour | 77e  |      |      |      |      |
| UCI Europe Tour    |      |      |      |      | 251e |